# الابن (فلم أرجنتيني)
الابن (بالإسبانية: El Hijo) فيلم إثارة نفسي أرجنتيني باللغة الإسبانية لعام 2019، من إخراج سيباستيان شيندل، يستندا إلى رواية 2013 «أم واقية» للكاتب جليرمو مارتينيز. سيناريو ليونيل داجوستينو. صدر الفيلم في دور العرض 2 مايو 2019، وفي 26 يوليو 2019، كان الفيلم متاحًا للبث على نيتفليكس في بلدان مختلفة.

## طاقم التمثيل
خواكين فورييل: في دور لورينزو روي
مارتينا جوسمان: في دور جولييت
لوسيانو كاسيريس: في دور ريناتو
هايدي تويني: في دور سيجريد
ريجينا لام: في دور جودرون

## أحداث الفيلم
يبدأ الفيلم بمشهد لورينزو الفنان التشكيلي وزوجته سيجريد في فراش الزوجية، حيث الزوجة وبعد معاشرة الزوج، تحرص على البقاء نائمة على ظهرها وتضم ساقيها على بطنها، وينهض لورينزو ليواصل العمل على لوحاته. يقوم لورينزو بزيارة أعز أصدقاءه، الرسام ريناتو وزوجته المحامية جولييت بغرض تقديم زوجته النرويجية الجديدة سيجريد لهما. يتحاور الأربعة عن رغبة سيجريد في الإنجاب، ومحاولات جولييت للحمل دون جدوى، حتى إنها تفكر في التبني. في المشهد التالي تدخل جولييت إلى قسم شرطة حيث يحتجز لورينزو، ونعرف إنه متهم بقضية عنف لا نتبين تفصيالها، لكن المحققة تطلب الكشف النفسي عليه، حيث يقرر الطبيب أنه مصاب بالمرض النفسي «كابجراس» الذي يتسبب في انفصال بين نظام التعرف البصري والذاكرة العاطفية، وهذا المرض جعل لورينزو يؤمن إن ابنه قد تم استبداله بطفل آخر. تعود بنا المشاهد إلى وقت لاحق ولورينزو يقيم معرضاً لأعماله، ولايحضره الكثيرين، فهو رسام مغمور. تخبر جولييت زوجها لورينزو بأنها حامل منذ أربعة أسابيع، ويعجب لورينزو من إخفائها الحمل لأربعة أسابيع، ويزور الزوجان الطبيب الذي يؤكد لهما أن الحمل طبيعيًا وينصح ببعض الأدوية ولكن سيجريد ترفض، كما ترفض التحضير للولادة في المستشفى، وأيضًا تطلب من الطبيب وصف دواء الهيبارين المضاد للتجلط، ويرفض الطبيب أن يكتب دواء بدون إجراء التحاليل. يتعجب لورينزو من رغبة سيجريد الولادة في البيت، لكنها تخبره بأنها تصر على ذلك وسوف تبحث عن ممرضة لمساعدتها في الولادة. أثناء عمل لورنزو على لوحاته يشاهد من شرفة مرسمه سيجريد وهي تكشف بطنها لتحقن نفسها، ويسرع اليها ويسألها عن العلاج الذي تستخدمه وكيف تقوم بذلك بدون استشارة طبيب، ولكنها ترد بحدة وإصرار على استخدام هذا الدواء. يتفاجأ لورينزو بسيجريد وبصحبتها سيدة عجوز، وتبلغه سيجريد إن العجوز هي من قام بتربيتها وجاءت لتقيم معهما الآن لتساعدها أثناء الولادة، ويتعجب لورينزو مما يحدث، وأيضًا لا يستطيع التفاهم مع العجوز فهي لاتجيد التحدث بلغته. تبدأ الآم الوضع، ويسمع لورينزو صراخ سيجريد، يسارع إليها فيجد غرفتها مغلقة ولا تستجيب لطرقاته على الباب. تضع سيجريد مولودها «هنريك»، وتغلق بابها مع المولود ولاتسمح لأحد برؤيته لمدة ستة شهور. يلاحظ لورينزو صياح الطفل ويكتشف إنه محموم، وترفض سيجريد حمله إلى المستشفى، ويثور لورينزو ويدفع زوجته ليأخذ الطفل إلى المستشفى. يعود لورينزو ليجد الشرطة تمنعه من دخول بيته لأن زوجته قدمت بلاغ تتهمه بعنف منزلي. تتطور الأمور وتنفصل سيجريد عن لورينزو، وتحكم لها المحكمة بالسفر مع الطفل إلى النرويج، وقبل سفرها بساعات يأتي لورينزو لتوديع طفله، ويأخذه إلى بيت أصدقاؤه، وهو يعلم أنه طفل مزيف، وهناك يترك الطفل المزيف ويذهب إلى بيته ليسمع أصوات التحضير للسفر وصوت طفل. يأتي المشهد الأخير والمحامية جولييت تراقب تحركات السيدة العجوز لتوجهها لمكان إخفاء ابن لورينزو.

## استقبال الفيلم
حصل الفيلم على تقييم بلغ 82٪ بناءً على آراء 11 ناقد على موقع الطماطم الفاسدة. جاء إجماع نقاد الموقع على النحو التالي: «الفيلم مثير للقلق والتشويق، نجح المخرج سيباستيان شيندل في تصوير أهوال الأبوة التي أظهرها أداء خواكين فورييل الرائع. إنه فيلم مزعج بالمعنى الأفضل للكلمة، على الرغم من إنه في بعض الأحيان يبتعد عن الإهتمام بالتفاصيل.»

## وصلات خارجية
- مقالات تستعمل روابط فنية بلا صلة مع ويكي بيانات